# Административно деление на Франция
От 1 януари 2004 г. административно Франция е разделена на европейска или още континентална част на страната (метрополия Франция) и отвъдморски територии, включващи региони, всеки от които се подразделя на департаменти.

## Европейска Франция
Европейската част на Франция е разделена на следните региони:
- 13 региона (точното име изпололзвано за о. Корсика е „териториална общност“ (на фр. collectivité territoriale), а не регион). Състоят се от 101 департамента (départements), като 96 от тях се намират в европейската част на страната, а останалите 5 в задморските територии.
  - Департаментите се състоят от 342 окръга (arrondissements).
  - Окръзите се състоят от 2054 кантона (cantons).
  - Кантоните се състоят от 35 498 общини (communes)[1].

Три от общините (Париж, Марсилия и Лион) са разделени на 45 общински окръзи (arrondissements municipaux). От 1 януари 2005 г. паралелно е въведено и вътрешнообщинско групиране. То се състои от 2510 вътрешнообщински структури, обединяващи 32 223 общини (88,1% от общините в европейската част на страната), с население 50,9 милиона жители (84,3% от населението на европейската част на страната): 14 общински окръзи, 156 квартални общини, 2334 обединени общини и 6 общински синдиката на новите квартали.

## Отвъдморски територии
Отвъдморските територии на Франция са разделени на следните региони:
- 5 отвъдморски региона – Гваделупа, Френска Гвиана, Майот, Мартиника и Реюнион. Имат същият статут както регионите в метрополията. Всеки от отвъдморските региони се подразделя на отвъдморски департаменти със същия статут както департаментите в метрополията. Състоят се от 5 департамента.
  - 5 департамента – Гваделупа, Френска Гвиана, Майот, Мартиника и Реюнион. Състоят се от 12 окръга.
  - 12 окръга. Състоят се от 59 кантона.
  - 59 кантона. Състоят се от 129 общини. Някои от кантоните всъщност отговарят административно на общините в метрополията.

От 1 януари 2005 г. паралелно е въведено и вътрешнообщинско групиране. То се състои от 15 вътрешнообщински структури, обединяващи 88 общини (77,2% от общините в задморските територии), с население 1,35 милиона жителие (78,7% от населението на задморските територии): 9 обединени общини и 6 квартални общини.
- 5 отвъдморски общности (collectivités d'outre-mer) – Сен Пиер и Микелон, Уолис и Футуна, Сен Мартен, Сен Бартелми и Френска Полинезия.
  - Сен Пиер и Микелон се подразделя на 2 общини и няма окръзи и кантони.
  - Уолис и Футуна се подразделя на три окръга, които всъщност съвпадат с трите традиционни кралства – Увеа, Сигаве и Ало. Франция признава властта на стоящите начело племенни крале.
  - Сен Мартен – от 22 февруари 2007 г.
  - Сен Бартелми – от 22 февруари 2007 г.
  - Френска Полинезия е разделена на 5 административни територии, състоящи се от 48 общини.
- 1 отвъдморско владение – Нова Каледония. Нова Каледония е раздепена на 3 провинции, състоящи се от 33 общини.

- 1 отвъдморска територия (territoire d'outre-mer) – Френски южни и антарктически територии. Разделени са на 5 окръга:

1. О-ви Кергелен
2. О-ви Крозе
3. О-ви Амстердам и Сен Пол
4. Земя Адели. Френският суверинитет над Земя Адели е суспендиран след подписването на Антарктическия договор от 1959 г.
5. Разпръснатите острови: група от острови в Индийския океан – Европа, Глориосо, Хуан де Нова, Тромелин и Басас да Индия. Нямат постоянно население и се управляват от префекта на Реюнион.

- 1 остров в Тихия океан – Клипертон. Необитаем остров, който се намира близо до мексиканското крайбрежие и се управлява от върховния комисар за Френска Полинезия.

## Провинции на Кралство Франция
До началото на Френската революция през 4 март 1790 г. Кралство Франция административно е разделено на провинции. След Революцията старото административно деление е премахнато и страната е разделена на департаменти. Промяната е наложена с цел изкореняването на лоялността към местната аристокрация, утвърждаването на централната власт, въвеждането на по-рационална административна система, заличаването на културните разлики между различните провинции и създаването на хомогенна нация.
Имената на старите провинции все още се използват в географията за обозначаването на отделни географски райони във Франция. Някои от днешните административни единици използват същите предреволюционни имена.

## Европейски съюз
Европейската част на Франция и френските отвъдморски региони са част от Европейския съюз, като петте отвъдморски региона и отвъдморската общност Сен Мартен се считат за най-отдалечени региони на ЕС.
Останалите територии на Франция не са част от Европейския съюз, въпреки че техните жители, които притежават френско гражданство, гласуват в изборите за Европейски парламент. Някои от договорите, свързани с Европейския съюз, могат да се прилагат на тяхна територия (например Евратом или еврото, което се използва в Сен Пиер и Микелон).